# Solmaris leucostyla
Solmaris leucostyla is een hydroïdpoliep uit de familie Solmarisidae. De poliep komt uit het geslacht Solmaris. Solmaris leucostyla werd in 1844 voor het eerst wetenschappelijk beschreven door Will. 